# Gordon Milne
Gordon Milne (* 29. března 1937 Preston) je bývalý anglický fotbalista.

## Klubová kariéra
S kariérou začal v klubu Preston North End FC v roce 1956. Hrával za Preston North End FC (1956–1960), Liverpool FC (1960–1967), Blackpool FC (1967–1970) a Wigan Athletic FC (1970–1972). V sezónách 1963/64 a 1965/66 vyhrál anglickou ligu. Kariéru ukončil v roce 1972.

## Reprezentační kariéra
Milne odehrál za anglický národní tým v letech 1963–1964 celkem 13 reprezentačních utkání.

## Statistiky
| Anglie | Anglie | Anglie |
| Roky   | Záp.   | Góly   |
| ------ | ------ | ------ |
| 1963   | 5      | 0      |
| 1964   | 8      | 0      |
| Celkem | 13     | 0      |